# بايرون آدامز
بايرون آدامز (بالإنجليزية: Byron Adams)‏ هو عالم موسيقى وملحن أمريكي، ولد في 1955.

## وصلات خارجية
- بايرون آدامز على موقع ميوزك برينز (الإنجليزية)